# Плоцкое (Калужская область)
Пло́цкое — деревня в Думиничском районе Калужской области России. Входит в состав сельского поселения «Село Брынь».

## История
Деревня основана в начале 19 века старообрядцами из с. Толстошеево (Брынь). Первоначально называлась Плоская. До отмены крепостного права принадлежала брынской помещице Е. А. Рябининой.
В 1859 в деревне числится 14 крестьянских дворов, 98 жителей.
С 1861 г. входила в Брынскую волость.
С нач 1920-х гг. входила в Семичастненский сельсовет (до июня 1954).
В 1940 — 39 дворов.
Во время войны Думиничский фашисты заняли 5 октября 1941 г. Деревня Плоцкое была первый раз освобождена в нач. января 1942 (вновь занята 21 января), окончательно — 2 апреля 1942 (5-м гв. ск 16-й армии).
С 1950 входила в семичастненский колхоз им. Кагановича, в 1957 переименованный в им. Ленина. В 1965 объединен с брынским колхозом им. Куйбышева и реорганизован в совхоз «Брынский».
2013 г. — 30 домовладений. В сентябре подведен природный газ.

## Предприятия и организации
- КФХ «Братья Фетисовы» — картофелеводство, мясное скотоводство, свиноводство.
- ООО «Плоцкое» (с 2013 ООО «Плоцкое-агро») — производство комбикормов и муки грубого помола.